# Rob Dekay
Rob Hameka (Deventer, 8 januari 1987), beter bekend onder zijn artiestennaam Rob Dekay, is een Nederlandse singer-songwriter in het genre soulvolle country-pop.

## Biografie
Dekay heeft samengewerkt met Akwasi en Dio, voor hij zijn eerste album uitbracht in 2016, genaamd Alles gaat voorbij.
In 2017 schreef Dekay de titelsong voor de film Weg van jou.
Sinds 2018 staat Dekay onder contract bij Modestus Records en heeft hij samengewerkt met Daniël Lohues, Ilse DeLange, Guus Meeuwis (eigenaar van het platenlabel) en Diggy Dex.
In de zomer van 2019 trad Dekay op in het voorprogramma van de 'Groots met een zachte G'-concerten en op de festivals Concert At Sea, Royal Park en Tuckerville. Hij schreef in 2020 ook de titelsong voor de film Kruimeltje en de strijd om de goudmijn.
Dekay nam in 2020 deel aan het twintigste seizoen van Wie is de Mol? Op 14 maart 2020 werd Dekay in een live-tv uitzending ontmaskerd als de Mol van het seizoen.
Op 1 april 2021 speelde hij de rol van Judas Iskariot in The Passion 2021.
In 2023 deed Dekay mee aan het televisieprogramma Het perfecte plaatje in Zuid-Afrika. In 2024 was hij een van de bekende Nederlanders in het kinderprogramma De Faker. In datzelfde jaar deed Dekay mee aan het televisieprogramma Waku Waku.

## Discografie

### Albums
- Alles gaat voorbij (2016)
- Aangenaam (2020)

| Album met eventuele hitnotering(en) in de Nederlandse Album Top 100 | Datum van verschijnen | Datum van binnenkomst | Hoogste positie | Aantal weken | Opmerkingen |
| ------------------------------------------------------------------- | --------------------- | --------------------- | --------------- | ------------ | ----------- |
| Aangenaam                                                           | 16-10-2020            | 24-10-2020            | 9               | 1            |             |

### Singles
- Tikken van de tijd (2016)
- Alles gaat voorbij (2016)
- Wist ik het (2017)
- Weg van jou (2017)
- Het vuur moet hoger (2017)
- Oud & nieuw (2017)
- Vol van elkaar (2018)
- Je hoeft het niet alleen te doen (2019)
- Geef het door (2019)
- Laat los (2019)
- Ik ben maar een mens (2021)

| Single met eventuele hitnotering(en) in de Nederlandse Top 40 | Datum van verschijnen | Datum van binnenkomst | Hoogste positie | Aantal weken | Opmerkingen |
| ------------------------------------------------------------- | --------------------- | --------------------- | --------------- | ------------ | ----------- |
| Ik ben maar een mens                                          | 01-04-2021            | 10-04-2021            | tip18           | -            |             |